# Aliaporcellana telestophila
Aliaporcellana telestophila is een tienpotigensoort uit de familie van de Porcellanidae. De wetenschappelijke naam van de soort is voor het eerst geldig gepubliceerd in 1958 door Johnson.